# Kíti
Kíti (grec moderne : Κίτι) est un village de Chypre de plus de 4 252 habitants.